# Pungești
Pungeşti é uma comuna romena localizada no distrito de Vaslui, na região de Moldávia. A comuna possui uma área de 71.12 km² e sua população era de 3472 habitantes segundo o censo de 2007.